# Monopôle magnétique
Pour les articles homonymes, voir monopôle.
Un monopôle magnétique est une particule hypothétique qui porterait une masse (ou charge[réf. nécessaire]) magnétique ponctuelle, au contraire des aimants habituels qui possèdent deux pôles magnétiques opposés.

## Histoire
L'existence de monopôles magnétiques est exclue par l'électromagnétisme classique et par la théorie de la relativité, mais en 1931 Paul Dirac en a démontré l'existence théorique dans le cadre de la physique quantique.
En septembre 2009, des chercheurs ont observé  des quasi-particules artificielles présentant les propriétés du monopôle magnétique. Mais aucune particule élémentaire libre disposant d'un monopôle magnétique n'a été observée.
Si une particule élémentaire disposant d'un monopôle magnétique était observée, les conséquences seraient importantes au niveau des théories d'unification des lois fondamentales de la physique car ces dernières s'opposent sur ce point.

## Point de vue des équations de Maxwell
La dissymétrie expérimentale des équations de Maxwell par rapport à la dualité électrique-magnétique est liée au fait que le champ électrique est généré par les charges électriques qui lui donnent une divergence non nulle mais le champ magnétique est toujours de divergence nulle à cause de l'absence de charge ponctuelle correspondante.
Expérimentalement, la seule source du champ magnétique provient de l'existence d'un courant électrique, c'est-à-dire, un mouvement de charges électriques.
L'existence de monopôles magnétiques impliquerait donc également l'existence de courants magnétiques qui fourniraient également une source au champ électrique d'une nature différente des sources usuelles (charge localisée ou induction magnétique).
Bien qu'en électromagnétisme classique, l'existence des monopôles magnétiques ne soit pas compatible avec les équations de Maxwell et bien que la relativité restreinte permette de démontrer toutes les lois de Maxwell, dont celle qui prédit l'inexistence des monopôles magnétiques ; à partir de l'hypothèse de l'existence de la charge électrique, Paul Dirac démontra en 1931 que l'existence des monopôles magnétiques était compatible avec les équations de Maxwell dans l'hypothèse de la quantification de la charge électrique, qui -elle- est observée expérimentalement.
En 2013, Sergio Severini et Alessandro Settimi se sont intéressés à donner une nouvelle perspective à la deuxième équation de Maxwell, à divergence nulle, et liée au champ d'induction magnétique. Pour cela, les deux auteurs ont considéré certains aspects physiques d'un système composé de particules massives, chargées et non relativistes, comme sources d'un champ électromagnétique (EM) se propageant dans l'espace libre. En particulier, le lien entre la conservation de la quantité de mouvement totale et la condition de divergence nulle pour le champ d'induction magnétique est étudié en profondeur. Cet article scientifique présente un nouveau contexte dans lequel la condition nécessaire pour la propriété de divergence nulle du champ d'induction magnétique dans tout l'espace, connue sous le nom de condition de solénoïdalité, découle directement de la conservation de la quantité de mouvement totale pour le système, c'est-à-dire les sources et le champ. En général, l'étude a conduit à des résultats laissant ouvertes certaines questions sur l'existence, ou du moins sur l'observabilité, de monopôles magnétiques, plausibles seulement théoriquement sous des hypothèses de symétrie appropriées.

## En physique des particules
En physique des particules, les monopôles magnétiques seraient un type de particule élémentaire possédant une charge magnétique ponctuelle. Leur existence a été postulée pour la première fois en 1894 par Pierre Curie dans un article sur « la possibilité d'existence de la conductibilité magnétique et du magnétisme libre », et Paul Dirac en a formalisé l'aspect quantique en 1931.
Ce type de particule devrait selon Pierre Curie répondre à des lois de symétrie et être chirale (c'est-à-dire présentant deux formes, un peu à la manière des mains, droites et gauches).
Malgré d'intenses recherches, cette sorte de particules n'a pas été observée, et ne s'inscrit pas dans la théorie du modèle standard. Mais plusieurs théories de grande unification prévoient l'existence de monopôles ou au moins la possibilité de leur existence à haute énergie. Ces théories ne sont donc actuellement pas encore validées ou invalidées en l'absence d'observations dans leur domaine de prédiction mais on peut imaginer des mécanismes expliquant leur non observation à notre échelle d'énergie habituelle d'observation.
Sa découverte aurait des conséquences importantes, car elle complèterait de façon naturelle la théorie de l'électromagnétisme en rendant les équations de Maxwell complètement symétriques sous la dualité électrique-magnétique et d'autre part elle donnerait une explication naturelle à la quantification de la charge électrique. En effet la condition de Dirac de quantification issue de considérations de la mécanique quantique impose à toute charge électrique {\displaystyle q_{e}\,} et toute charge magnétique {\displaystyle q_{m}\,} de vérifier la relation suivante[réf. nécessaire] :
Ainsi, si on pouvait montrer l'existence d'une seule charge magnétique, il en découlerait naturellement une quantification de la charge électrique en unités de {\displaystyle \hbar \,}.
Leur non observation pourrait être due à une masse très élevée, certains ont aussi supposé qu'il pourrait s'agir de bosons (de particules pouvant s’agglutiner dans un même état quantique), et doués d'interactions fortes, analogues aux interactions nucléaires.

## En physique du solide
En septembre 2009, plusieurs expériences ont mis en évidence l'existence de monopôles magnétiques dans des cristaux, sous la forme de quasi-particules constituant les extrémités de cordes de Dirac (non infiniment longue). Tom Fennell à l'Institut Laue-Langevin et Jonathan Morris à Berlin ont créé les conditions permettant de reproduire artificiellement des monopoles de synthèse dans du titanate d'holmium et du titanate de dysprosium,.
Un courant a également pu être mis en évidence et les chercheurs pensent que cette découverte pourrait avoir des conséquences dans le domaine de la microélectronique,.
Il est à noter que hormis le comportement microscopique, ces quasiparticules n'ont pas de lien avec la notion usuelle de « monopôle magnétique » telle que décrite ci-dessus pour la physique des particules vu qu'il ne s'agit pas de particules élémentaires. Néanmoins, ces découvertes font progresser la spintronique vers l'ordinateur quantique.